# Llaneras de Toa Baja 2011
Questa voce raccoglie le informazioni riguardanti le Llaneras de Toa Baja nella stagione 2011.

## Organigramma societario
Area direttiva
- Presidente: Martín Rosado
- Co-presidente: Marino Rodríguez

Area tecnica
- Allenatore: Juan Carlos Núñez
- Secondo allenatore: Gabriel Rodríguez
- Assistente allenatore: Patricio Chutney
- Scoutman: Christian Martínez

Area sanitaria
- Fisioterapista: Katherine Carrión

## Rosa
| N° | Nome                | Ruolo | Data di nascita   | Nazionalità sportiva |
| -- | ------------------- | ----- | ----------------- | -------------------- |
| 1  | Daly Santana        | S     | 19 febbraio 1995  | Porto Rico           |
| 2  | Shara Venegas       | L     | 18 settembre 1992 | Porto Rico           |
| 3  | Yeimily Mojica      | P     | 28 marzo 1990     | Porto Rico           |
| 4  | Liza Venegas        | L     | -                 | Porto Rico           |
| 5  | Elimarie Escalante  | P     | 25 marzo 1989     | Porto Rico           |
| 6  | Normarie Esclusa    | P     | -                 | Porto Rico           |
| 7  | Yasary Castrodad    | C     | 11 novembre 1978  | Porto Rico           |
| 9  | Alexandra Zimmerman | P     | 21 aprile 1989    | Stati Uniti          |
| 10 | Graciela Márquez    | S     | 23 maggio 1978    | Porto Rico           |
| 10 | Nicole Fawcett      | S/O   | 16 dicembre 1986  | Stati Uniti          |
| 11 | Whitney Dosty       | S/O   | 25 febbraio 1988  | Stati Uniti          |
| 11 | Morgan Beck         | S/O   | 30 marzo 1987     | Stati Uniti          |
| 12 | Charlenne Domínguez | L     | 5 novembre 1985   | Porto Rico           |
| 14 | Zulma Correa        | S     | -                 | Porto Rico           |
| 15 | Brittnee Cooper     | C     | 26 febbraio 1988  | Stati Uniti          |
| 16 | Katie Dull          | S     | -                 | Stati Uniti          |
| 17 | Lynda Morales       | C     | 20 maggio 1988    | Porto Rico           |
| 18 | Yari Erazo          | S     | -                 | Porto Rico           |